# Kylix

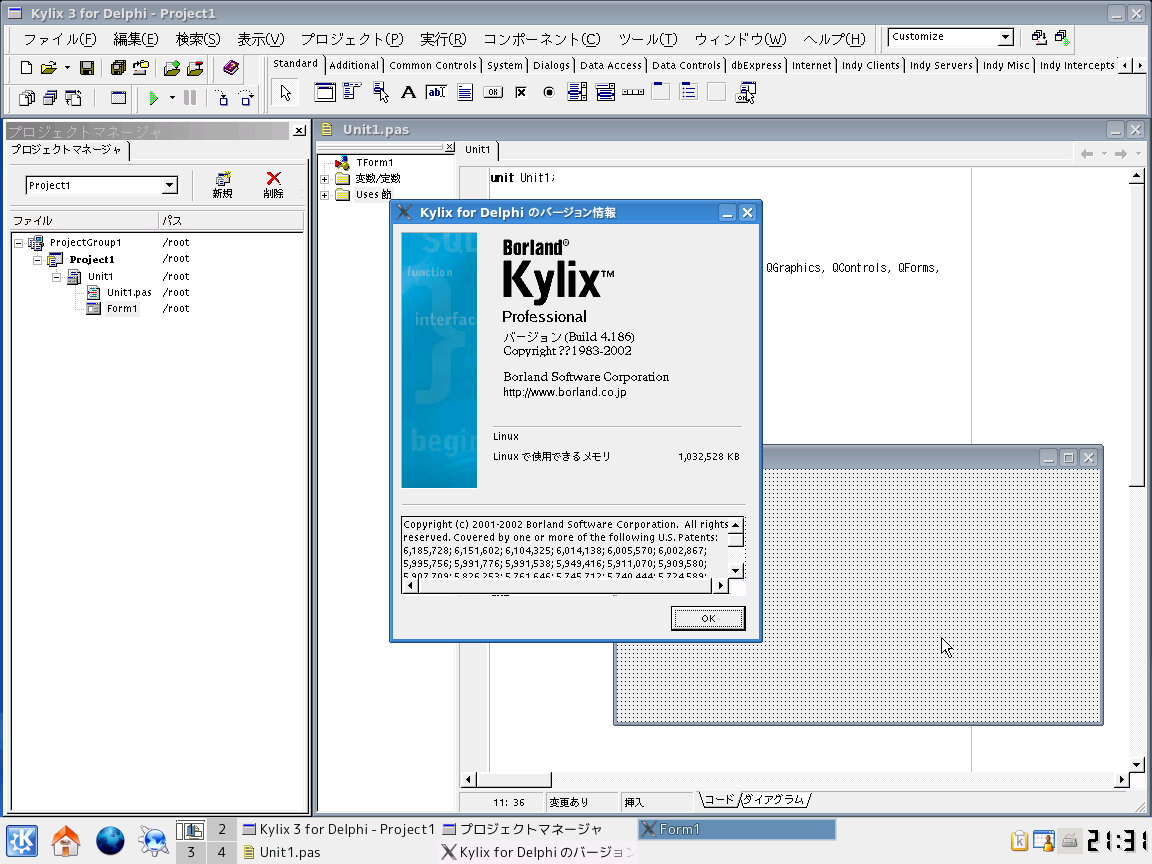
Interfejs Kylix 3 IDE

Kylix – zintegrowane środowisko dla programistów (IDE) pracujące pod Linuksem produkowane przez firmę Borland. Pozwalało na pisanie aplikacji w języku Object Pascal (Delphi) i korzystanie z komponentów CLX. Od wersji 3 (2003) umożliwiało także pisanie aplikacji w C++.
Aplikacje CLX są kompatybilne na poziomie źródeł ze środowiskiem Delphi, dzięki czemu ułatwiono przenoszenie tych aplikacji do systemu Windows, a także przenoszenie już napisanych aplikacji w Delphi lub w C++ z Windows do Linuksa napisanych przy użyciu komponentów CLX. Jednak w większości przypadków, aby przenieść aplikację napisaną w Delphi do Kyliksa, nie obyło się bez zmian w kodzie, nawet jeśli aplikacja odwoływała się do bibliotek Borlanda i brak było odwołań do funkcji stricte systemowych.
Projekt został zaniechany po wydaniu trzech wersji. Kylix w wersji 1 miał mnóstwo błędów i został przez niektórych uznany za wersję beta, która w ogóle nie powinna była się ukazać. W wersji 2 i 3 poprawiono błędy, jednak niska jakość oraz wysoka cena spowodowały, że projekt ostatecznie został porzucony. Aby uruchomić Kyliksa w obecnych nowych dystrybucjach Linuksa, trzeba spełnić zależności – używa on starszych wersji glibc.